# František Matějek
František Matějek (12. srpna 1910, Studenec u Třebíče – 10. srpna 1997, Brno) byl moravský archivář, editor a historik, který se zaměřoval především na bádání o poddanství a nevolnictví a na dějiny Moravy v průběhu třicetileté války. Patřil k předním žákům Františka Hrubého a byl jedním z představitelů pozitivistického směru v dějepisectví.

## Biografie
Mezi lety 1924 a 1930 studoval na reálce ve Velkém Meziříčí, následně pak v letech 1932–1936 vystudoval historii a češtinu na Filozofické fakultě Masarykovy univerzity v Brně. Mezi lety 1935 a 1937 pracoval v Zemské univerzitní knihovně v Brně, následně od roku 1937 do roku 1951 pracoval v Moravském zemském archivu. Mezitím byl v letech 1944–1945 nuceně nasazen do továren v Králově Poli a v Adamově, posléze byl propuštěn z kádrových důvodů. V letech 1951–1953 pak pracoval jako pomocný dělník v továrně elektrických strojů v Brně-Židenicích. Od roku 1953 se pak mohl opět věnovat vědecké dráze a nastoupil jako vědecký pracovník do Slovanského ústavu ČSAV v Brně, tam pracoval až do roku 1963, pak do roku 1968 působil jako vědecký pracovník v Ústavu pro jazyk český ČSAV a následně mezi lety 1968 a 1972 pracoval v Historickém ústavu ČSAV.
Byl členem Moravské vlastivědné společnosti Brno a ČSAV. Věnoval se studiu moravské historie a moravských nářečí.

### Edice
- Matějek, František. Sborník archivních prací: Moravské lánové rejstříky. Praha: Panorama, 1979.
- Matějek, František. Lánové rejstříky Brněnského kraje z let 1673-1675. Praha: TEPS, 1981.
- Matějek, František. Lánové rejstříky jihlavského a znojemského kraje z let 1671-1678. Praha: TEPS, 1983.
- Matějek, František. Lánové rejstříky hradišťského kraje z let 1669-1671. Uherské Hradiště: Slovácké muzeum, 1984.
- Matějek, František. Lánové rejstříky olomouckého kraje z let 1675-1678. Praha: Danal, 1994.
- Matějek, František. Ostrava 14: Lánové rejstříky přerovského kraje z let 1675-1676. Ostrava: [s.n.], 1987.
- Matějek, František (ed.), Moravské zemské desky. II. sv. řady olomoucké 1480 – 1566, Brno 1948.
- Matějek, František (ed.), Moravské zemské desky. III. sv. řady olomoucké 1567 – 1642, Brno 1953.

### Knihy
- Matějek, František, Feudální velkostatek na Moravě s přihlédnutím k přilehlému území Slezska a Polska, Praha 1959.
- Matějek, František, Morava za třicetileté války = Mähren während des Dreißigjährigen Krieges, Praha : Historický ústav, 1992.
- Matějek, František, Cesta poddaného lidu na Moravě k znevolnění, Brno 2000 (posmrtně z rukopisu).

### Články
- Matějek, František, Bílá hora a moravská feudální společnost, Československý časopis historický, roč.22, 1974, č.1, s. 81–104
- Matějek, František, Postavení poddaných na Moravě v druhé polovině 16. století, Moravský historický sborník 1, 1986, s. 125–143.
- Matějek, František, Švédové na Moravě za třicetileté války 1. Acta Musei Moraviae, Scientiae sociales, 73, 1988, s. 127–161.
- Matějek, František, Švédové na Moravě za třicetileté války 2. Acta Musei Moraviae, Scientiae sociales, 75, 1990, s. 141–172.
- Matějek, František, Osídlení Moravy a třicetiletá válka : příspěvek k vývoji rozvrstvení poddaného lidu, SH 24 (1976), s. 53–101.
- Matějek František, Švédové na Olomoucku za třicetileté války, VVM 38 (1996) 41–53, 168–179, 276–289.